# Daanchhi
Daanchhi es un pueblo ubicado en el distrito de Katmandú, provincia de Bagmati, Nepal.

## Superficie
Cuenta con una superficie de 4,981 kilómetros cuadrados.

## Demografía
Datos hasta 2015
- Población: 8992 habitantes.[1]
- Densidad de población: 1,805 habitantes por kilómetro cuadrado.[1]
- Población masculina: 4479 (49,8%).[1]
- Población femenina: 4513 (50,2%).[1]